# Paquimetria corneal

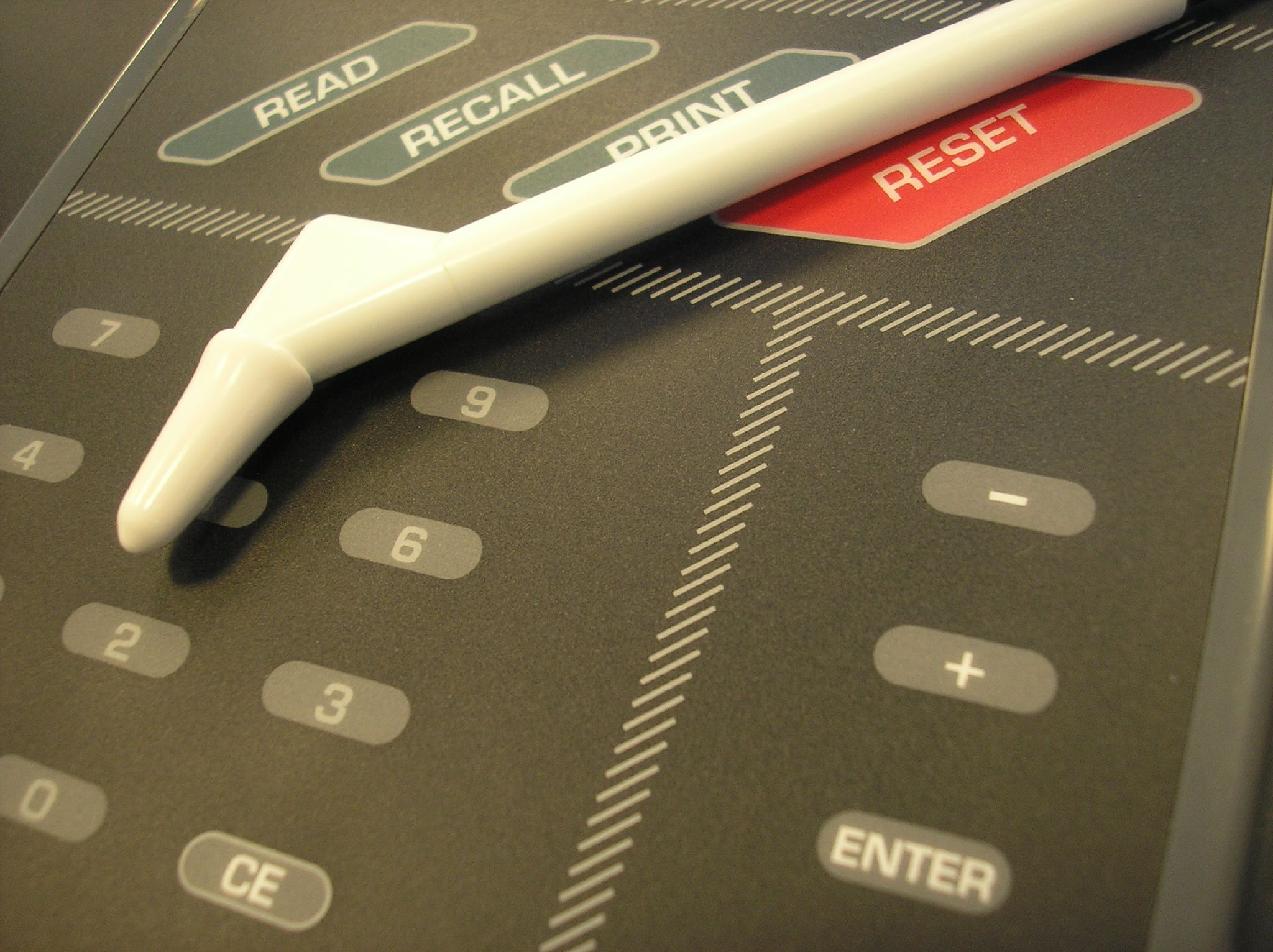
Un típic paquímetre d'ultrasons.

La paquimetría corneal és el procés de mesurar la grossor de la còrnia. Un paquímetre és un dispositiu mèdic utilitzat per mesurar la grossor de la còrnia de l'ull. Sol realitzar-se la paquimetría amb anterioritat a una cirurgia refractiva, per queratocono, LRI cirurgia i és útil en l'exploració per a pacients sospitats de glaucoma en desenvolupament entre altres usos.

## Procés
Pot fer-se utilitzant mètodes ultrasònics o òptics. Els mètodes de contacte, tals com a ultrasons i òptics tals com microscopía confocal (CONFOSCAN), o mètodes sense contacte com la biometria òptica amb una càmera Scheimpflug única (com SIRIUS o PENTACAM), o una càmera dual Scheimpflug (com GALILEI) i Tomografia de Coherència Òptica (OCT, com Visante) i Paquimetría de Coherència Òptica en línia (OCP, com ORBSCAN). La paquimetría corneal és essencial abans d'un procediment de cirurgia refractiva per assegurar suficient espessor de la còrnia per evitar un abombamiento anormal de la còrnia, un efecte secundari conegut com a èctasi.

## Paquímetres
L'instrument utilitzat per a aquests propòsits són els paquímetres. Un paquímetre convencional és un dispositiu que exhibeix la grossor de la còrnia, normalment en micrometros, quan el transductor ultrasònic toca la còrnia. Les generacions més noves de paquímetres ultrasònics treballen sobre la forma de l'ona corneal Corneal Waveform (CWF). Utilitzant aquesta tecnologia l'usuari pot capturar un ecograma d'ultra-definició de la còrnia, una mica com un escàner corneal. La paquimetría utilitzant la forma de l'ona corneal dona l'usuari més exactitud que mesurar la grossor corneal, verificant la fiabilitat de les mesures obtingudes, superposant les formes de les ones corneales per controlar canvis en la còrnia d'un pacient amb el temps, i estructures de mesura dins de la còrnia com microburbujas creades durant els femto-segons de corts de solapa del làser.

## Indicacions
La paquimetría corneal és essencial per a altres cirurgies corneales com les Incisions Limbales de Relaxació. La ILR sol usar-se per reduir l'astigmatisme corneal per fer un parell d'incisions d'una profunditat particular i amb un arc de longitud en un eix escarpat d'astigmatisme corneal. En utilitzar els mesuraments del paquímetre el cirurgià reduirà les possibilitats de perforar l'ull i millora els resultats quirúrgics. Generacions més noves de paquímetres ajudaran als cirurgians a proporcionar plànols gràfics quirúrgics per eliminar astigmatisme.
La paquimetría és també considereu una prova important en la detecció primerenca de glaucoma. En 2002, es va donar a conèixer l'informe de cinc anys de l'Estudi d'Hipertensió Ocular (OHTS). Tal estudi va informar que les grossors corneales mesurats per la paquimetría corneal era un acurat predictor de desenvolupament de glaucoma en combinar-se amb mesures estàndards de pressió intraocular. Arran d'aquests estudis i uns altres que li van seguir, la paquimetría corneal és avui àmpliament utilitzat per tots dos investigadors i especialistes de glaucoma amb millors diagnòstics i detectant casos primerencs. Generacions de més nous paquímetres tindran la capacitat d'ajustar la pressió intraocular que es mesura segons la grossor corneal.

## Tecnologia
Els dispositius moderns emplean tecnologia d'ultrasò, mentre els primers models es basaven en principis òptics. Els paquímetres tradicionals són dispositius que proporcionen la grossor de la còrnia humana en forma d'un nombre en micròmetres mostrat a l'usuari. La nova generació de paquímetres ultrasònics treballen usant la forma de l'ona corneal (CWF). Utilitzant aquesta tecnologia l'usuari pot capturar un ecograma d'ultra definició de còrnia, com un escàner de còrnia. Aquests paquímetres utilitzant les formes d'ona corneales permeten a l'usuari major exactitud en el mesurament de la grossor corneal, i té la capacitat de comprovar la fiabilitat de les mesures que es van obtenir, per la capacitat de superposar tals formes d'ones corneales per controlar el canvi de còrnia de pacients amb el temps, tenen a més la capacitat de mesurar estructures situades dins de la còrnia com microburbujas provocades durant els talls en femto-segons de solapa del làser.

### Tecnologia de forma d'ona corneal
La tecnologia de forma d'ona corneal és l'empleada en els paquímetres d'última generació capturant amb ecograma escanejat de la còrnia. Els paquímetres tradicionals proporcionen la grossor de la còrnia humana en forma d'un nombre mostrat a l'usuari. La nova generació de paquímetres dona a l'usuari la capacitat de mostrar, guardar, i recordar, analitzant i superposant les formes d'ona corneales. L'avantatge d'aquests sobre els paquímetres convencionals és major exactitud en la mesura de les grossors corneales, la capacitat de determinar canvis en la grossor corneal amb el temps, i estructures de mesura dins de la còrnia com microburbujas generades pel premut en femtosegundos de làser.